# Asaf al-Dawla
Asaf al-Dawla Amani (hindi: आसफ़ उद दौला; urdú: آصف الدولہ) (nascut 23 de setembre 1748 - mort 21 de setembre de 1797) fou nawab wazir d'Oudh (26 de gener de 1775 a 21 de setembre de 1797) fill de Shuja al-Dawla.
Shuja al-Dawla el va designar successor i va pujar al tron a la seva mort quan tenia 26 anys. Fou casat amb la filla d'Imtiaz al-Dawla, un noble influent a Delhi però aquest matrimoni sembla que no es va consumar. La vídua vde Shuja a pagar als britànics els deutes contrets i va rebre jagirs per molt més valor; els jagirs foren més tard confiscats quan la begum fou acusada de participar en la revolta de Chai Singh.
El nawab fou indiferent als afers civils i militars i va deixar el govern en mans de Mukhtar al-Dawla (gener de 1775). El 1775 (efectiu el 1781) va traslladar la capital de Faizabad a Lucknow. 1776 va esclatar un motí entre les seves tropes a Faizabad que fou dominat. Mort Mukhtar al-Dawla (març de 1776) el va succeir Hasan Raza Khan (fins al juny), després Jhao Lal (fins a començament del 1797), Almas Ali Khan (un dia), i Tafazzul Hussain Khan (començament de 1797 i va seguir fins a 1800), però part del poder va estar en mans de l'ajudant del primer ministre Haydar Beg Khan (agost de 1776 a juny de 1792) i després de Raja Rikait Rai (juny de 1792 a juny de 1796).
Va construir diversos monuments a Lucknow. Va tenir 500 dones al seu harem però no va tenir fills. Va morir amb 48 anys el 21 de setembre de 1797 i el va succeir el seu fill adoptiu Wazir Ali Khan.